# 손계조
손계조(孫啓照, 일본식 이름: 松田啓照)는 한국의 승려이다. 법명은 일해(逸海)이다.

## 생애
생몰연대는 알 수 없다. 1942년 사망한 강대련의 뒤를 이어 화성 용주사의 주지를 지낸 승려였다. 1911년 사찰령 이후 용주사 초대 주지를 맡은 강대련은 삼십본산연합사무소 위원장까지 지냈던 불교계의 실력자였는데, 본산 용주사 주지 자리를 맏상좌가 아닌 손계조가 이었다.
1917년 용주사 강원 사교과를 마치고 1923년 중앙고등보통학교에 입학해서 잠시 수학한 것이 손계조에 대한 첫 기록이다. 1929년부터 1938년까지 9년간 경기도 안성군의 청룡사 주지로 재직했다.
이후 1942년 4월 25일 강대련이 사망하자 당일로 용주사 주지 선거가 열렸고, 손계조가 후임으로 당선되었다. 이때는 태평양 전쟁 기간 중으로 일제가 종교계의 전쟁협력을 강제하던 시기였다. 용주사 주지가 된 손계조는 1943년 7월 용주사 말사인 안성 지역 사찰에서 금속류를 모아 헌납하였다. 당시 《매일신보》에는 안성 군내 9개 사찰이 수백 년 동안 보유해온 불구류를 단 한점도 남기지 않고 모두 헌납하기로 하여 일반의 칭송이 높다는 평가가 실려있다.
1944년 7월 용주사 본·말사 승려 80명을 동원해 불교도 근로보국대라는 조직을 결성하고 일종의 근로봉사인 식량 증산 작업에 투입한 일이 있으며, 총본산이 일제에 바칠 해군기 1대를 위해 헌금을 수집해 납부했다. 이런 일들은 모두 《매일신보》에 종교인들의 본받을 만한 행위로 보도되었다.
손계조는 강대련의 뒤를 이어 적극적인 친일 활동에 가담했으나 광복 후에도 그대로 용주사 주지로 머물렀으며, 경기교무원 원장, 중앙총무원 총무부장 등의 요직까지 거쳤다. 1949년 이후 행적을 알 수 없다.
민족문제연구소가 2008년 발표한 친일인명사전 수록예정자 명단 종교 부문에 포함되었다.

## 같이 보기
- 청룡사
- 용주사

## 참고 자료
- 임혜봉 (2005년 3월 1일). 〈손계조 : 대동아전쟁 시기 근로보국대를 조직한 용주사 주지〉. 《친일 승려 108인》. 서울: 청년사. 651~654쪽쪽. ISBN 9788972783848.